# Piz Glüschaint
Le piz Gluschaint est un sommet des Alpes, à 3 593 ou 3 594 m, dans la chaîne de la Bernina, à cheval entre l'Italie (Lombardie) et la Suisse (canton des Grisons). Sa voie d'accès se fait par le refuge Coaz (2 610 m).

## Alpinisme
- 1883 - Premier parcours de la face nord par Moritz von Küffner